# Шаров, Алексей Михайлович

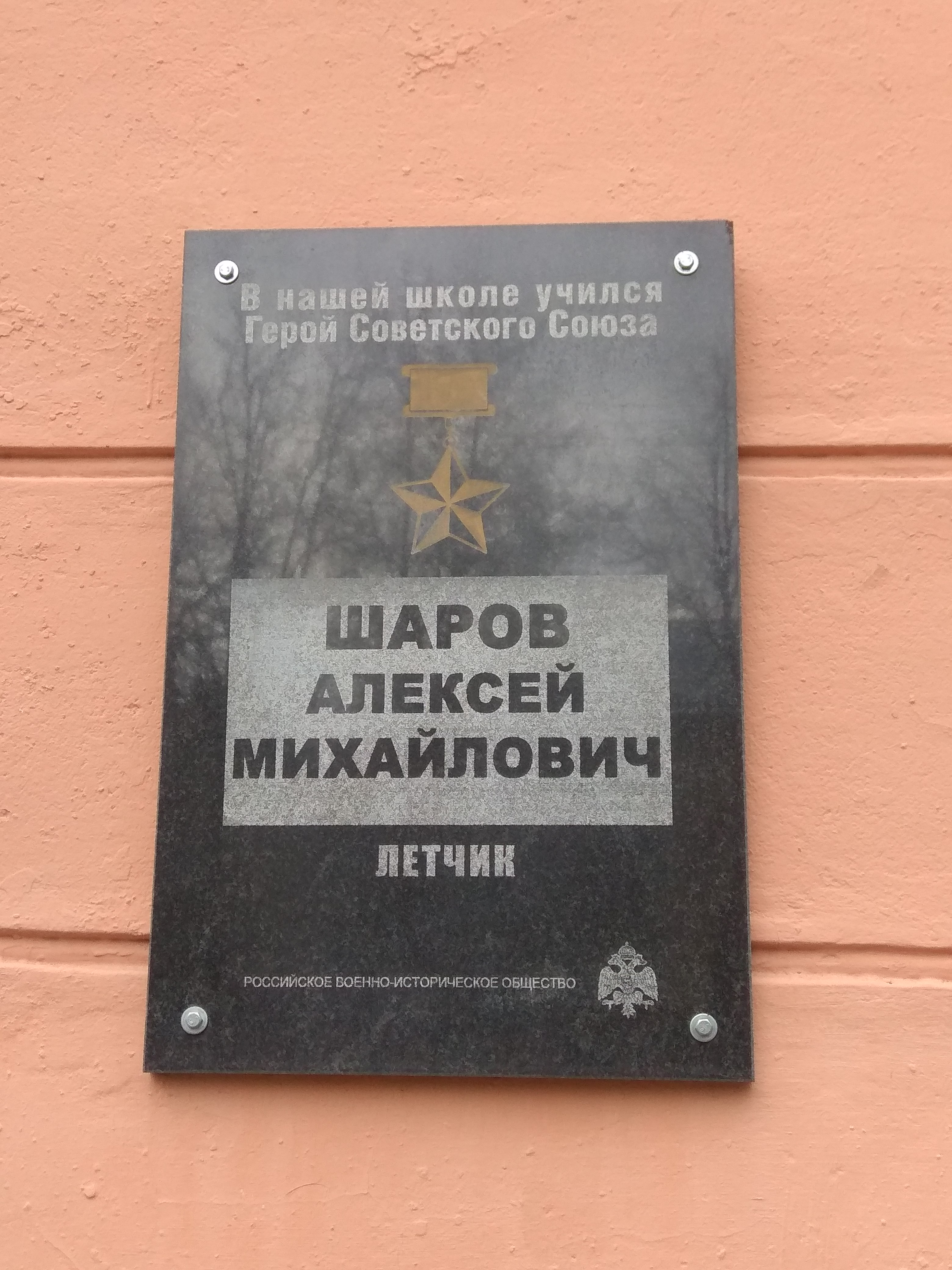
Памятная доска на школе №4 в Великом Новгороде

Алексе́й Миха́йлович Шаро́в (12 марта 1917 — 3 октября 1977) — командир звена 190-го штурмового авиационного полка, лейтенант. Герой Советского Союза.

## Биография
Родился 27 февраля 1917 года в Новгороде в семье служащего. Учился в школе № 4, затем окончил Новгородский автодорожный техникум. Работал техником.
В Красной Армии с 1939 года. В 1941 году окончил Балашовскую военную авиационную школу лётчиков, в 1942 году Краснодарское объединённое военное училище лётчиков. В декабре 1943 года сержант Шаров направлен в действующую армию лётчиком 190-го штурмового авиационного полка 214-й штурмовой авиационной дивизии.
Во время боёв в Крыму, в том числе на Керченском полуострове и за Севастополь, совершил 23 успешных боевых вылета.
14 апреля 1944 года А. М. Шаров участвовал в налёте восьмёрки Ил-2 на порт Судак, в котором были потоплены четыре вражеских баржи с пехотой.
6 мая того же года он в составе группы штурмовал аэродром Херсонес, где были уничтожены восемь самолётов противника на земле и ещё пять в воздухе.
За эти бои ему было присвоено звание младшего лейтенанта и он получил свою первую награду — орден Красной Звезды.
В июле 1944 года полк был переброшен на 2-й Прибалтийский фронт. Участвовал в Режицко-Двинской и Рижской операциях, уничтожении Курляндской группировки противника. Шаров был назначен командиром звена, которое под его командованием произвело более 300 самолётовылетов, не имея при этом ни одной потери личного состава и техники. С октября 1944 года исполнял обязанности командира эскадрильи. В ноябре того же года за 89 успешных боевых вылетов и нанесение врагу значительного урона был в первый раз представлен к званию Героя Советского Союза, но тогда награждение не прошло.
Командир звена 190-го штурмового авиационного полка 214-й штурмовой авиационной дивизии 15-й воздушной армии 2-го Прибалтийского фронта лейтенант Шаров к февралю 1945 года совершил 120 боевых вылетов на штурмовку войск противника. В ходе боёв уничтожил и повредил 106 автомашин, 9 танков, 19 повозок, подавил огонь 21 зенитной точки и 23 полевых орудий, потопил две самоходные баржи с войсками и грузами, поджёг семь железнодорожных вагонов, разрушил 11 дзотов, четыре дома в местах скопления вражеских войск, вызвал четыре очага пожаров, рассеял около тысячи солдат и офицеров врага.
Указом Президиума Верховного Совета СССР от 18 августа 1945 года за образцовое выполнение заданий командования и проявленные при этом мужество и героизм лейтенанту Шарову Алексею Михайловичу присвоено звание Героя Советского Союза с вручением ордена Ленина и медали «Золотая Звезда».
Всего во время войны совершил 141 боевой вылет. Член ВКП(б) с 1946 года.
С 1954 года капитан Шаров — в запасе. Жил в Новгороде. Работал в органах Министерства внутренних дел.
Награждён орденом Ленина, тремя орденами Красного Знамени, орденом Красной Звезды, медалями.
Умер 3 октября 1977 года. Похоронен в Великом Новгороде на Западном кладбище.